# Lilliehöökfjorden
Lilliehöökfjorden is een fjord van het eiland Spitsbergen, dat deel uitmaakt van de Noorse eilandengroep Spitsbergen.
Het fjord is vernoemd naar commandant Gustaf Bertil Lilliehöök (1836-1899).

## Geografie
Het fjord is noord-zuid georiënteerd en heeft een lengte van ongeveer 14 kilometer. Ze mondt in het zuiden uit in het Krossfjorden waarvan het een van de twee hoofdtakken is (de andere tak is Möllerfjorden). Ten oosten van het fjord ligt Haakon VII Land en ten noorden het Albert I Land, en vormt tussen deze twee landstreken de grens.